# Ben Marzeion
Ben Marzeion (* 1977 in Geldern) ist ein deutscher Klimawissenschaftler an der Universität Bremen. Er ist Professor für physische Geographie am Institut für Geographie und am MARUM.

## Biografie
Marzeion studierte physikalische Ozeanographie an der Universität Kiel. Sein Studium schloss er 2003 mit einer Arbeit über bio-physikalische Feedbacks bei El Niño ab. Er promovierte 2006 am geophysikalischen Institut der Universität Bergen in Norwegen über die Stabilität der atlantischen meridionalen Umwälzzirkulation. Nach Postdoc-Stationen am Bjerknes Centre for Climate Research und am Massachusetts Institute of Technology arbeitete er von 2008 bis 2015 an der Universität Innsbruck. Er beschäftigt sich hauptsächlich mit der numerischen Modellierung von Gletschern und den Auswirkungen von Gletschern auf Wasserverfügbarkeit und den Anstieg des Meeresspiegels sowie mit der Attribution von Klimaänderungen.  
2015 erhielt er den Early Career Scientist Award der Internationalen Union für Geodäsie und Geophysik, der alle vier Jahre für herausragende Forschung in Erd- und Weltraumwissenschaften und internationale Forschungskooperation verliehen wird. 2025 erhielt er den Julius von Haast Fellowship Award, mit dem die Royal Society of New Zealand Te Apārangi jährlich eine deutsche, international bedeutende Persönlichkeit aus der Wissenschaft auszeichnet.
Er war Koautor im 5. und 6. Sachstandsbericht des UN-Weltklimarats (IPCC) und einer der Leitautoren des Sonderberichts des IPCC zu Ozean und Kryosphäre im Klimawandel, der 2019 veröffentlicht wurde.  
Er ist einer der Herausgeber der wissenschaftlichen Fachzeitschrift The Cryosphere. Er hat mehr als 80 wissenschaftliche Publikationen verfasst. Sein H-Index beträgt 36 im Web of Science mit Stand Juni 2025. 

## Veröffentlichungen (Auswahl)
- Georg Kaser et al., 2010: Contribution potential of glaciers to water availability in different climate regimes. In: Proceedings of the National Academy of Sciences 107, 20223-20227, doi:10.1073/pnas.1008162107
- Ben Marzeion et al., 2012: Past and future sea-level change from the surface mass balance of glaciers. In: The Cryosphere 6, 1295–1322, doi:10.5194/tc-6-1295-2012
- Ben Marzeion et al., 2014: Attribution of global glacier mass loss to anthropogenic and natural causes. In: Science 345, 919-921, doi:10.1126/science.1254702
- Ben Marzeion und Anders Levermann, 2014: Loss of cultural world heritage and currently inhabited places to sea-level rise. In: Environmental Research Letters 9, 034001, doi:10.1088/1748-9326/9/3/034001
- Ben Marzeion et al., 2018: Limited influence of climate change mitigation on short-term glacier mass loss. In: Nature Climate Change 8, 305-308, doi:10.1038/s41558-018-0093-1
- David Parkes und Ben Marzeion, 2018: Twentieth-century contribution to sea-level rise from uncharted glaciers. In: Nature 563, 552-554, doi:10.1038/s41586-018-0687-9